# Коропчак Степан Григорович
Степан Григорович Коропча́к (нар. 21 грудня 1926, Незабитівка — пом. 21 серпня 2000, Львів) — український живописець і графік; член Спілки художників України з 1962 року.

## Біографія
Народився 21 грудня 1926 року в селі Незабитівці (тепер село Угри Львівського району Львівської області, Україна). Брав участь у німецько-радянській війні. 1953 року закінчив Львівський інститут декоративного і прикладного мистецтва (викладачі Йосип Бокшай, Роман Сельський, Микола Федюк, Ростислав Сильвестров). Після закінчення навчання працював у Львові — викладачем кафедри архітектури Львівської політехнки; з 1971 року — в Львівському інституті декоративного і прикладного мистецтва: з 1986 року — професор кафедри академічного живопису.
Жив у Львові в будинку на вулиці Тернопільській, 1а, квартира 10. Помер у Львові 21 серпня 2000 року. Похований в Уграх.

## Творчість
Працював в галузі станкового живопису та графіки. Серед робіт:
- «Карпатський пейзаж» (1956);
- «Церква у Криворівні» (1960);
- «Садиба» (1960);
- «Сплав лісу» (1961);
- «Електрифікація Карпат» (1961, ліногравюра);
- «Маркіян Шашкевич» (1961);
- «Фортеця у Судаку» (1962);
- «Колгоспний пастух» (1963);
- «Чабан» (1963, ліногравюра);
- «Шахта в Червонограді» (1964);
- «Кримський пейзаж» (1966);
- «Сонячний день» (1966);
- «Народний майстер УРСР Ю. Корпанюк» (1967);
- «Бесіда В. І. Леніна з польськими селянами» (1967, ліногравюра);
- «Хата Лесі Українки в Колодяжному» (1967);
- «Гомін Карпат» (1968);
- «Різьбяр» (1968, ліногравюра);
- «Ранок у Космачі» (1970);
- «Кам'янець-Подільський» (1970);
- «На полонині» (1971);
- «На Прикарпатті» (1972);
- «Нове село Калачава на Закарпатті» (1973);
- «Соняшник» (1973);
- «Легінь із Криворівні» (1974);
- «Вечір у Криму» (1975);
- «Соняшники на Черкащині» (1976);
- «Гурзуф» (1977);
- «Замок у Свіржі» (1977);
- «Колгоспна сіножать у Карпатах» (1978);
- «Косарі на Гуцульщині» (1979);
- «Ранковий Львів» (1980);
- «У святковий день» (1982);
- «Індустріальний пейзаж» (1983);
- «Дівчина вишиває» (1987);
- «Чоловік у гуцульському одязі» (1987);
- «Ужоцький перевал» (1988);
- «Троянди» (1989);
- «Церква св. Миколая у Львові» (1989);
- «Аркан» (1990);
- серія «Пам'ятки архітектури Львова» (1990—1991);
- «Звуки трембіти» (1991);
- «Гірські вітри» (1991);
- «Відродження» (1993);
- «Гуцульський пейзаж» (1993);
- «Собор» (1994).

Брав участь у всеукраїнських виставках з 1960 року, всесоюзних — з 1972 року. Персональні виставки відбулися у Львові 1961 року (разом з Еммануїлом Миськом) та у 1984 році.
Деякі твори художника зберігаються у Національному музеї та галереї мистецтв у Львові, Тернопільському краєзнавчому музеї.
Також автор статей:
- «Особливості пейзажного жанру в творчості Яна Станіславського» // «Збірник матеріалів 12-ї наукової конференції Львівського інституту прикладного та декоративного мистецтва» (Львів, 1975);
- «Світло і колір в картині» // «Збірник матеріалів конференції, присвяченої 25-річчю Львівського інституту прикладного та декоративного мистецтва» (Львів, 1975);
- «Дорога до мистецтва» // «Вісник Львівської академії мистецтв» (1997, випуск 7; 1998, випуск 9).

## Відзнаки
- Медаль «За відвагу» (17 листопада 1972)[1];
- Заслужений діяч мистецтв УРСР з 1990 року.